# Guillermo Ballina Menéndez
Guillermo Ballina (Castrillón, 1944-Soto del Barco, 20 de agosto de 2007) fue un sindicalista y político español. Fue secretario de coordinación y extensión del Partido Comunista de España (PCE).

## Biografía
Con una larga trayectoria en el Partido Comunista de España —donde era miembro de la comisión permanente de su Comité Nacional y, en su momento, militó en la clandestinidad— fue miembro fundador de IU de Asturias, y desde el año 2003, secretario de Organización de IU de Asturias, miembro de su ejecutiva y miembro de la Presidencia Federal de IU. Sustituyó en la dirección de IU Asturias a Manuel González Orviz.
Formó parte de la candidatura de IU al Ayuntamiento de Castrillón en las elecciones municipales de 1987, siendo elegido concejal y ejerciendo sus funciones hasta el final de la legislatura, en 1991. En las elecciones de mayo de 2007 concurrió de nuevo, como número 2, en la candidatura de IU-BA, resultando de nuevo elegido concejal en el Ayuntamiento de Castrillón.
Desde su posición en los órganos de gobierno nacional de IU en Madrid, participó en las negociaciones entre el PSOE y su formación que posibilitaron el gobierno de coalición de José Luis Rodríguez Zapatero en 2004.
Asimismo fue un histórico sindicalista de Comisiones Obreras, sindicato del que fue miembro de la Comisión Ejecutiva Confederal y del Consejo Confederal, donde se encontraba alineado con el sector crítico. Inició su labor sindical en 1997, en la empresa Asturiana de Zinc. Su actividad le supuso un despido empresarial, logrando más tarde que el juez decretase su readmisión en una sentencia pionera que sentó jurisprudencia. La empresa se negó a readmitirlo y durante semanas acudió a su puesto escoltado por agentes de la Guardia Civil.
Junto con Francisco Javier Suárez, José María Carballido y Emilio Huerta Rodríguez, Triki, puso en marcha la Federación del Metal de Comisiones Obreras de Asturias, donde ejerció la secretaría general entre 1991 y 1996. También fue secretario general de la Unión Comarcal de Avilés hasta su sustitución por Antonio Pino.

## Homenaje
En 2010 se instaló en el parque de La Deva, en Salinas, una escultura en su honor llamada «El hombre alado» realizada por el artista asturiano Adolfo Manzano.